# Bàn Châu
Bàn Châu (chữ Hán giản thể: 盘州市, bính âm: Pánzhou Shì) là một thành phố cấp huyện trực thuộc địa cấp thị Lục Bàn Thủy, tỉnh Quý Châu, Cộng hòa Nhân dân Trung Hoa. Thành phố này có diện tích 4057 ki-lô-mét vuông, dân số năm 2002 là 1,13 triệu người. Mã số bưu chính là 561611, trụ sở chính quyền thành phố đóng ở trấn Hồng Quả. Về mặt hành chính, thành phố được chia thành 19 trấn, 16 hương.
- Trấn: Hồng Quả, Thành Quan, Bản Kiều, Thủy Đường, Đại Sơn, Dân Chủ, Mã Ỷ, Lão Hãn Bảo Điền, Hướng Thủy, Lạc Dân, Thạch Kiều, Bình Quan, Lưu Quan, Tây Xung, Bàn Hồng, Đoạn Giang, Thủy Phố và Sái Cơ.
- Hương: hương dân tộc Di Kê Trường Bình, hương dân tộc Miêu-Di-Bạch Cựu Doanh, hương dân tộc Miêu-Di Mã Trường, hương dân tộc Miêu-Bạch-Bố Y Dương Trường, hương dân tộc Miêu-Di Bảo Cơ, hương dân tộc Di Tứ Cách, hương dân tộc Di Ứ Nê, hương dân tộc Miêu-Di Phổ Cổ, hương dân tộc Di Bình Địa, hương dân tộc Di Tùng Hà, Tân Dân, Trung Nghĩa, Hoạt Thạch, Mãn Hà, Há Vũ và Châu Đông.